# Loredan
Obitelj Loredan mletačka je plemićka obitelj, prisutna i u hrvatskim krajevima, koja je odigrala značajnu ulogu u povijesti čitavog Sredozemlja. Kao politička dinastija tijekom kasnog srednjeg vijeka, renesanse i ranog suvremenog razdoblja, obitelj je iznjedrila niz poznatih ličnosti: duždeve, državnike, magnate, prokuratore, providure, podestate, vojne zapovjednike, pomorske kapetane, crkvene velikodostojnike, književnike i odvjetnike.
U stoljećima nakon pada Zapadnog Rimskog Carstva Loredani su bili gospodari u Emiliji-Romagni odakle su početkom 11. stoljeća došli u Veneciju. Nastanivši se tamo, obitelj se uzdignula u razvijenom srednjem vijeku prikupivši veliko bogatstvo u profitabilnoj trgovini svile i začina. U sljedećim je stoljećima obitelj postala moćna i utjecajna u regijama širom Mediterana igrajući značajnu ulogu u oblikovanju njegove povijesti. Obitelj je bila prisutna u gotovo svakom teritoriju Mletačke Republike, a njezini su članovi nosili titule u mnogim današnjim modernim zemljama: Italiji, Austriji, Sloveniji, Hrvatskoj, Crnoj Gori, Albaniji, Grčkoj i Cipru, a upravljali su trgovačkim operacijama sve do Egipta, Perzije, Indije i Kine.
Iako su Loredani bili zagovornici tradicionalne, pomorske orijentacije Venecije i s nepovjerenjem promatrali njezino širenje na talijansko kopno (Terraferma), odigrali su ključnu ulogu u razvoju i povijesti Mletačke Republike. Obitelj je bila značajna u Ratu Lige Cambrai u kojem je dužd Leonardo Loredan vodio Veneciju do pobjede protiv Papinske Države što je rezultiralo time da je papa morao obitelji Loredan platiti financijsku nagodbu od oko 500 000 dukata, što ih je učinilo jednom od najbogatijih obitelji na svijetu u ono doba. Mnogi su se Loredani istaknuli kao admirali i generali u obrani Europe od osmanskih osvajanja u Mletačko-osmanskim ratovima.
Obitelj je odigrala presudnu ulogu u stvaranju moderne opere s Accademia degli Incogniti (hrv. Akademija nepoznatih), poznata i kao Loredanska akademija, te je naručila mnoga umjetnička djela slikara Venecijanske škole, uključujući umjetnike kao što su Giovanni i Gentile Bellini, Giorgione, Vittore Carpaccio, Tizian, Tintoretto, Paolo Veronese, Palma Mlađi, Canaletto i Francesco Guardi, između ostalih. Na vrhuncu renesanse obiteljske su rezidencije projektirali i gradili slavni arhitekti kao što su Mauro Codussi, Jacopo Sansovino i Andrea Palladio. Loredanske palače ostaju među najljepšma ikad izgrađenima u Veneciji.
Bogatstvo obitelji Loredan u Veneciji bilo je legendarno, a vrhunac je doseglo vjerojatno u 18. stoljeću, kada su posjedovali brojne palače kao i stotine imanja i goleme zemljišne posjede na teritorijima Republike, prvenstveno u Venetu, Furlaniji, Istri i Dalmaciji. Osim trgovine svilom i začinima, sudjelovali su i u srednjovjekovnoj trgovini robljem, te su više puta optuženi za lihvarenje, korupciju i ubojstva, često su ih optuživali dugogodišnji politički suparnici poput obitelji Faliero i Foscari.
Pod loredanskom vladom, prvi židovski geto na svijetu stvoren je u Veneciji 1516. godine, iako su se neki članovi obitelji u Senatu zalagali za smanjenje iznosa koji su Židovi morali plaćati za svoje "ponašanje". U 17. stoljeću Loredani su davali podršku i prihvaćali Židove koji su pristizali u Veneciju, od kojih je nekoliko usvojilo ime 'Loredan' kao priznanje velikodušnosti obitelji.
Zanimljivo je da su Loredani bili jedna od rijetkih obitelji u kojima je feudalno vlasništvo imanja mogla naslijediti žena, što se očitovalo u njihovim istarskim posjedima Barbanu i Raklju.
Danas je grb Loredana, na kojem se nalazi šest cvjetova lovora (ili ruže) na štitu žute i plave boje, prikazan na brojnim zgradama i palačama širom teritorija koje je ranije držala Mletačka Republika; od Veneta i Furlanije, Istre i Dalmacije, te u udaljenijim posjedima poput Jonskih otoka i Krete. U Veneciji je urezan čak i u most Rialto i pročelje Bazilike svetog Marka.

## Podrijetlo i etimologija
Podrijetlo obitelji nije potpuno jasno.
Neki su povjesničari podrijetlo obitelji ispratili do obitelji Mainardi, koja potječe od Gaja Mucija Scaevole, koji je stoga uzet kao tradicionalni začetnik obitelji Loredan. Potom su stekli prezime Laureati zbog povijesne slave svojih predaka. Također, prema legendi, osnovali su grad Loreo 816. godine, a preselili se u Venecijansku lagunu 1015. godine. Međutim, prve pisane reference o obitelji potječu iz 11. stoljeća.
Prema onome što je talijanski filozof iz 16. stoljeća Jacopo Zabarella napisao u svojoj knjizi Trasea Peto, Loredani su već bili gospodari Bertinora u Emiliji-Romagni i bili su iz slavne drevne loze porijeklom iz Rima, gdje su stekli veliku slavu za brojne pobjede koje su postigli u bitkama. Rimljani su ih stoga nazivali Laurae, zatim Laureati zbog njihove izvrsnosti i kasnije Lauretani zbog korupcije, zbog čega su protjerani iz Bertinora. Potom su otišli u Ferraru, i na kraju u Veneciju, gdje su izgradili dvorac Loredo. Zbog njihove plemenitosti, kao i zbog bogatstva koje su posjedovali, Republika ih je 1080. pripisala svome vijeću, s osobom Marca Loredana. Zabarella također spominje da je obitelj posjedovala otok Antipario (danas Antiparos, Grčka) u Egejskom moru, te županiju Ormelle u provinciji Treviso.
Ime može značiti i "onaj koji dolazi iz Lorea", što opisuje osobu koja je iz istoimenog grada u Venetu. Građani Lorea danas se nazivaju "Loredani".
Ime obitelji također može potjecati od riječi za lovor, simbol trijumfa i plemenitosti. Na grbu obitelji Loredan nalazi se šest cvjetova lovora.
Osim venecijanske grane, postojala je i sicilijanska grana obitelji (Loredani od Sicilije).

## Obiteljske grane
Kroz povijest, obitelj je bila organizirana i podijeljena u mnoge grane, od kojih je većina tradicionalno dobila ime po venecijanskim toponimima, kao što je bilo uobičajeno kod mletačkog plemstva. Neke od loza su: Santo Stefano, San Pantaleone della Frescada, San Cancian, San Vio, Santa Maria (Formosa i Nova), San Luca, San Marcilian, Sant’Aponal itd.
Santo Stefano
Obiteljska grana Santo Stefano bila je nastanjena u Palazzo Loredan a Campo S. Stefano. Začetnikom ove grane smatra se Gerolamo Loredan di S. Vitale, otac dužda Leonarda Loredana (vl. 1501. – 1521.). Osim Leonarda, grana je dala i dužda Francesca Loredana (vl. 1752. – 1762.). Ova je grana također bila značajna jer su njezini članovi bili feudalni vlasnici Barbana i Raklja u Istri, koje su stekli na aukciji 1535. godine za 14.700 dukata. Glavna linija grane Santo Stefano završila je s Andreom di Girolamo Loredanom, koji je umro mlad 1750. godine, iako je ogranak izumro 1767. smrću Giovannija Loredana, brata dužda Francesca.
San Pantaleone della Frescada
Obiteljska grana San Pantaleone della Frescada bila je naseljena oko crkve San Pantaleone Martire u venecijanskoj četvrti Dorsoduro. Ova grana dala je dužda Pietra Loredana (vl. 1567. – 1570.).
San Cancian
Obiteljska grana San Cancian bila je nastanjena u Palazzo Loredan a San Cancian u venecijanskom okrugu Cannaregio. Ova grana iznjedrila je slavnu dinastiju admirala, uključujući Pietra Loredana (1372. – 1438.) i Alvisea Loredana (1393. – 1466.), kao i vojvodu od Kandije Giovannija Loredana († 1420.).
Santa Maria
Obiteljska grana Santa Maria svoje ime dobiva po župama Santa Maria Formosa i Santa Maria dei Miracoli, oko kojih je povijesno bila naseljena. Njezinim rodonačelnikom smatraju se admiral i prokurator Pietro Loredan, te njegovi sinovi Giacomo i Polo. Jedan od najistaknutijih članova je Antonio Loredan, guverner mletačke Dalmacije, Albanije i Moreje, poznat po uspješnoj obrani Skadra 1474. godine od Osmanlija. Također je služio kao generalni kapetan mora venecijanske mornarice, kao i njegov otac i djed. Giovanni Loredan, gospodar Antiparosa, značajan je za izgradnju dvorca Antiparos 1440. godine i dovođenje stanovnika na otok o svom trošku. Giovanni Francesco Loredan bio je književnik i političar koji je svojom Accademia degli Incogniti odigrao značajnu ulogu u stvaranju moderne opere.
San Vio
Obiteljska grana San Vio (s Palazzo Loredan Cini) bila je nastanjena u Campo San Vio u venecijanskoj četvrti Dorsoduro. Ova loza postoji i danas.

## Povijest

### 13. stoljeće: Svila, začini i ropstvo
Obitelj Loredan zauzimala je nasljedna mjesta u Velikom vijeću Mletačke Republike od 'Zaključavanja Velikog vijeća' (tal. Serrata del Maggior Consiglio) 1297. godine, kojim je članstvo u Vijeću postalo nasljedni naslov, a bilo je ograničeno na obitelji upisane u Zlatnu knjigu talijanskog plemstva. To je rezultiralo isključivanjem nižeg plemstva i pučanstva iz sudjelovanja u vladi Republike.
Poput mnogih venecijanskih patricija, Loredani su sudjelovali u unosnoj trgovini svilom i začinima, povećavajući tako svoje bogatstvo i utjecaj, a Venecija i druge pomorske republike monopolizirale su europsku trgovinu s Bliskim istokom. Obitelj je također sudjelovala u srednjovjekovnoj trgovini robljem, a Venecija je tu trgovinu uspostavila već stoljećima prije.
U to vrijeme, dokumenti iz 1290-ih pokazuju da su kršćanski trgovci iz Amalfija, vjerojatno zbog umiješanosti u piratske aktivnosti, tužili dva Loredana, Zanetta i Zorzija, jer su zaplijenili brod na obali Malte.

### 14. stoljeće: Zavjere i širenje trgovine
Neki su članovi obitelji sudjelovali u krvavoj Tiepolinskoj zavjeri 1310. godine, koja je uključivala obitelji Querini, Badoer i druge obitelji stare aristokracije, u pokušaju rušenja države, prvenstveno dužda i Veliko vijeće. Izvori ukazuju da su Loredani isprva podržavali zavjeru nakon što su se nedavno bračno povezali s obitelji Tiepolo. Plan je propao zbog izdaje, lošeg planiranja, nedovoljne podrške naroda i olujnog vremena. Snage vjerne duždu Pietru Gradenigu zaustavile su pobunjenike u blizini Trga svetog Marka i porazile ih. Noć prije pobune duždu i njegovim savjetnicima otkriveni su detalji zavjere; Loredani koji su bili uključeni u zavjeru lukavo su prešli na drugu stranu, a da bi pokazali odanost duždu, proganjali su upletene zavjerenike dok ih nisu pronašli.
Loredane karakteriziraju mnoge zanimljivosti i priče, od kojih se jedna dogodila početkom 14. stoljeća: 1316. godine Zanotto Loredan bio je teško bolestan, toliko da se mislilo da je mrtav, pa su ga ljudi odveli u crkvu San Mattea u Muranu za pokop. Nakon pogrebnog obreda, htjeli su pohraniti tijelo u grobnicu, kad je netko primijetio da se boja njegova lica promijenila. Odveli su ga u samostansku bolnicu, ugrijali i on se oporavio. Kasnije je nastavio normalno živjeti, oženio se i imao djecu.

O utjecaju koji su imala putovanja Marka Pola, novi su dokumenti izišli na vidjelo iz arhivskih istraživanja. Iz njih se primjećuje da su, počevši od 1320-ih, mletački trgovci hrlili u Perziju (gdje je od 1324. Venecija imala svog konzula u Tabrizu), Indiju i Kinu, gdje su osnivali trgovačke tvrtke. Vlasnik jedne od tih tvrtki bio je Giovanni Loredan, čiji je pothvat zajedno s još pet plemića reprezentativan primjer colleganze, ranog oblika ograničenog partnerstva, koje je podrazumijevalo sporazum između partnera ulagača i partnera putnika za vođenje komercijalnog poduzeća, obično u inozemstvu. Njihovo putovanje započelo je 1338. godine kada su iz Rumunjske na galijama otplovili u Tanais (tada mletački grad na istočnoj obali Crnoga mora) kako bi krenuli na putovanje u Delhi. Nakon putovanja Marka Pola, nekoliko je Mlečana putovalo preko središnje Azije u Kinu. Međutim, krenuti istočno od Tane i zatim krenuti prema jugu oko ruba planina Pamir da bi preko planine Hindukuš prešli u Indiju je pothvat koji ranije nije bio iskušan; bilo je to nešto novo. Prije toga Giovanni Loredan upravo se vratio s putovanja po Kini, te su ga stoga supruga i djeca pokušali odgovoriti od novog putovanja. Međutim, Giovanni je vjerovao da se bogatstvo može zaraditi posjetom jednom indijskom princu, koji je bio poznat po okrutnosti, ali i velikodušnosti prema stranim trgovcima. Stoga je Giovanni, zajedno s pet drugih plemića koji su se pridružili pothvatu, udružio sredstva kako bi sa sobom na putovanje ponio darove - mehanička čuda poput sata i fontane, za koje su se nadali da će zadovoljiti indijskog princa. Svatko od njih uzeo je i nešto robe na svoj račun; Giovanni Loredan uzeo je nešto firentinskog platna, čiji je komad kasnije prodao za pokrivanje putnih troškova. Da bi prikupio svoj dio potrebnih sredstava, Giovanni je primio u colleganzu i novac svoga svekra. Uputivši se u Delhi, Giovanni i ostali plemići uspjeli su zadovoljiti indijskog princa, koji ih je bogato darivao, a oni su zarađeno potom uložili u zajedničku kupovinu bisera. Međutim, putovanje je završilo tragično jer su Giovanni i još dva plemića umrli tijekom putovanja natrag. Na putu kući biseri su podijeljeni među preživjelim partnerima, ali Giovannija nije bilo kako bi iskoristio ishod koji je zamišljao prije putovanja. Nakon što su se putnici vratili kući u Veneciju, Giovannijev svekar, rani ulagač u putovanje, tužio je nove skrbnike Giovannijevih mladih sinova kako bi mu vratili ne samo vrijednost njegove investicije, već i uobičajenu zaradu od takvoga putovanja.
Jedan od najpoznatijih kamatara tog vremena bio je Leonardo Loredan († 1349.), posuđujući po kamatnim stopama od 65% do 100%. Njegovi se predstavnici nisu ustručavali izbaciti obitelji iz svojih domova, a crkveni sudovi su mu nalagali da odgovara za optužbe za zloglasno lihvarenje, ali on je uvijek uspijevao razriješiti optužbe darovima, mitom ili prijetnjama. Kasnije je velik dio njegovog bogatstva otišao u izgradnju dviju loredanskih palača u gradu.
Nakon zloglasne neuspjele urote Faliera 1355. godine u kojoj su sudjelovali dužd Marino Faliero i njegovi partneri pokušavajući srušiti republikansku vladu i uspostaviti diktaturu, Andrea i Daniele Loredan uspjeli su iznijeti svjedočenje protiv Faliera u vezi s njegovim tajnim zavjerama protiv vladajuće klase, nakon čega su izmanipulirali Vijeće desetorice, a zatim predvodili poziv na njegovo brutalno mučenje. U noći 17. travnja 1355., u roku od nekoliko sati, Faliera su ispitivali, optužilii, mučili i odrubili mu glavu. Uz to, deset njegovih suučesnika obješeno je i izloženo s balkona Duždeve palače.
Marco Loredan, koji je živio u 14. stoljeću, izabran je za prokuratora Svetog Marka, jednog od najviših političkih položaja u Mletačkoj Republici, i bio je jedan od birača dužda Andrije Dandola. Suvremeni su mu Paolo Loredan († 1372.), vojni general koji se istaknuo na najvišim vojnim položajima na kopnu i moru, i Alvise Loredan, koji je također postao prokurator Svetog Marka.
Giovanni Loredan (lat. Ioannes Lauredanus) služio je kao biskup Kopra od 1390. do svoje smrti 11. travnja 1411. Od 1354. bio je prezbiter Bazilike svetog Marka u Veneciji. Imenovan je biskupom Kopra 21. studenog 1390. Prema nekoliko crkvenih kronologija, prije toga bio je i biskup u Veneciji, u tadašnjoj biskupiji Castello. Zabilježeno je da je 1391. godine posvetio Crkvu sv. Jurja u Piranu. Pokopan je u katedrali Uznesenja Blažene Djevice Marije u Kopru. U nekim povijesnim izvorima spominje se pod imenom Giacomo ili slovenski Jakob.

### 15. stoljeće: Politički i vojni uspon
Jedan od važnih članova obitelji u 15. stoljeću bio je Pietro Loredan (1372. – 1438.), koji je tri puta bio generalni kapetan mora (ven. Capitano Generale da Mar); 1416. osvojio je nekoliko dalmatinskih uporišta, a kasnije porazio Osmanlije kod Galipolja, zauzevši petnaest galija; 1431. pobijedio je u Rapallu Đenovljane i Milance postigavši zauzimanje osam galija i generala Francesca Spinolu. Pietro je umro 1438. Pokopan je u samostanu Svete Helene, a pogrebni natpis izričito ukazuje na trovanje kao uzrok njegove smrti. Mnogi povjesničari kao ubojicu ukazuju na njegovog dugogodišnjeg suparnika, dužda Francesca Foscarija, čije je neprijateljstvo s pokojnim Pietrom bilo dobro poznato. U povijesti, imena Foscari i Loredan ostaju povezana u nekoj vrsti generacijskog sukoba, dijelom dokumentiranog, dijelom zbog određenih historiografskih forsiranja; a opet je neporecivo kako je u presudnim trenucima koji su obilježili život Francesca i njegovog sina Jacopa Foscarija neki Loredan uvijek bio prisutan.
Pietrov sin Giacomo Loredan bio je general koji je bio kapetan Jadranskog mora (ven. Capitan del Golfo) i tri puta generalni kapetan mora u mletačkoj mornarici. Pobijedio je Osmanlije 1464.
U ovo je vrijeme također bio značajan Alvise Loredan (1393. – 1466.), koji je u mladosti postao kapetan galije i s odlikovanjem služio kao vojni zapovjednik, s dugim zapisima o bitkama protiv Osmanlija, od pomorskih ekspedicija za pomoć Solunu, do križarskog rata u Varni i početnih faza Mletačko-osmanskog rata, kao i ratova u Lombardiji protiv Milanskog Vojvodstva. Loredani su bili zagovornici tradicionalne pomorske orijentacije Venecije i s nepovjerenjem su promatrali njezino širenje na talijansko kopno (Terraferma), što ju je dovelo u sukob s Milanom. Alvise Loredan dijelio je ovo gledište, kao što se može vidjeti iz prijedloga koji je iznio pred Veliko vijeće u veljači 1442. godine, naloživši guvernerima Bergama da sruše svoje utvrde u znak dobre volje i povjerenja prema vojvodi Viscontiju, nakon zaključenja mira s Milanom u Kremonskom ugovoru. Također je služio na brojnim visokim političkim položajima, kao provincijski guverner, Savio del Consiglio i Procuratore de Supra Bazilike Svetog Marka, a bio je grof od Bergama i Belluna. Umro je u Veneciji 6. ožujka 1466. i pokopan je u crkvi Santa Maria dei Servi.
Giorgio Loredan († 1475.) bio je admiral, vojni general i političar, poznat po istrazi političkih zločina i skandala kao glava Vijeća desetorice. Također je bio knez Zadra, Chioggije i Padove.
Antonio Loredan (1420. – 1482.) Bio je kapetan Skadra i guverner u Splitu, Mletačkoj Albaniji i Moreji. Poznat je po uspješnoj obrani Skadra od osmanskih snaga sultana Mehmeda II. predvođenih Hadımom Sulejman-pašom. Prema nekim izvorima, kad su se skutarski vojnici požalili na nedostatak hrane i vode, Loredan im je rekao: "Ako ste gladni, evo moga tijela; ako ste žedni, dajem vam svoju krv." Također je služio kao generalni kapetan mora i značajan je po narudžbi Legende o svetoj Ursuli (1497./98.), serije velikih zidnih slika Vittorea Carpaccia izvorno stvorenih za Školu svete Ursule koja je bila pod pokroviteljstvom obitelji Loredan.
Giovanni Loredan, Gospodar Antiparosa, sagradio je dvorac Antiparos 1440. godine i o svom trošku doveo stanovnike na otok. Oženio se Marijom Sommaripom, iz vladajuće obitelji Parosa, i imali su kćer Lucreziju Loredan, vladaricu Iosa i Therasije.
Andrea Loredan (1455. – 1499.) bio je admiral i vojvoda od Krfa, najpoznatiji po svojim uspješnim podvizima protiv pirata koji su plovili Jadranom i Sredozemljem. Borio se na moru protiv poznatih admirala poput Kemāla Reisa, ukrao mu više brodova i uništio mnoge vatrom, i Pedra Navara, kojeg je uspio raniti nakon šest sati žestoke bitke kod Crotonea 1497. Andrea je poginuo u vatri na gorućem brodu dok se borio protiv Osmanlija u Bitci kod Zonchia u kolovozu 1499.
Antonio Loredan (1446. – 1514.) bio je vojvoda od Furlanije i veleposlanik u Papinskoj Državi, Francuskoj i Svetom Rimskom Carstvu.
U tom istom stoljeću, Luigi i Giacomo Loredan, obojica prokuratori Svetog Marka, istakli su se važnim političkim pozicijama.
Leonardo Loredan, rođen 1436. godine od Gerolama Loredana i Donate Donà, bio je prvi dužd iz obitelji Loredan. Imao je dobro klasično obrazovanje, fokusirajući se na književnost, nakon čega se posvetio trgovini u Africi i na Levantu kako bi povećao obiteljske financije, gdje je i stekao bogatstvo. 1461. oženio se Giustinom Giustiniani, iz bogate grane San Moisè, s kojom je imao devetero djece: Lorenzo (koji je postao prokurator sv. Marka), Girolamo (jedini koji je nastavio liniju), Alvise, Vincenzo (umro u Tripoliju 1499.), Bernardo, Donata, Maria (supruga Giovannija Veniera, iz grane koja je dala dužda Francesca Veniera), Paola (supruga Giovannija Alvisea Veniera, potomka dužda Antonija Veniera) i Elisabetta.
Leonardov politički uspon započeo je u devetnaestoj godini, kada je postao odvjetnik u "Giudici di Petizion", magistratu koji se uglavnom bavio financijskim skandalima i bankrotima, za što je za jamca imao Filipa Loredana. Tijekom svoje političke karijere obnašao je više visokih dužnosti, poput podestata Padove i prokuratora Svetog Marka. 31. ožujka 1495. bio je jedan od trojice koje je dužd Agostino Barbarigo odredio za pregovore o savezu između Venecije, pape Aleksandra VI., Svetog Rimskog Cara Maksimilijana I. Habsburškog, španjolskih vladara Ferdinanda V. i Izabele I. i vojvode od Milana Ludovica Sforze (pridružio se i engleski kralj Henrik VII.), s ciljem suzbijanja vojnih operacija francuskog kralja Karla VIII. koji je, gotovo ne naišavši na vojni otpor, u veljači ušao u Napulj. Vojska Lige, koju je vodio markiz od Mantove Francesco II. Gonzaga, u bitci za Fornovo 6. srpnja prisilila je francusku vojsku da se povuče s talijanskog teritorija. U listopadu iste godine Loredan je potpisao sporazum o regrutaciji Niccola Orsinija, grofa Pitigliana, u službu Republike Venecije kao generalnog guvernera kopnenih milicija na razdoblje od tri do četiri godine. U siječnju 1497. Loredan je sa zapovjednikom Terraferme Lodovicom Venierom ratificirao predaju Taranta u ime dužda.

### 16. stoljeće: Osmanlije i Liga Cambrai
Smrću dužda Agostina Barbariga 20. rujna 1501., Leonardo Loredan bio je jedan od imenovanih kandidata na izboru novog dužda, koji je započeo 27. rujna, a završio 2. listopada pobjedom Loredana. Izbori su bili uspješni zahvaljujući političkom utjecaju njega i supruge te iznenadnoj smrti najpopularnijeg protivnika, bogatog prokuratora Filippa Trona, sina dužda Nicolòa Trona. Leonardo je postao 75. dužd Mletačke Republike i njegova se vladavina smatra jednom od najvažnijih u povijesti Venecije.
Mletačko-osmanski rat (1499. – 1503.)
U vrijeme njegovog pristupanja položaju, Venecija je bila uključena u Drugi mletačko-osmanski rat, a Leonardo je u katastrofalnoj bitci kod Zonchia izgubio svog rođaka Andreu Loredana, pomorskog časnika. Rat je tekao loše i na kopnu, gdje su Mlečani izgubili značajan teritorij. To je uključivalo i strateški grad Modon, koji je bio mjesto krvave bitke koja je uključivala borbu prsa u prsa, nakon čega je nakon turske pobjede uslijedilo odrubljivanje glave stotinama Venecijanaca. Rat je teško utjecao na mletačko gospodarstvo i 1503. Loredan je dogovorio mirovni ugovor s Osmanlijama. U pregovorima mu je pomogao Andrea Gritti, Mlečanin koji je trgovao u Carigradu, a kasnije će i sam postati duždem Venecije.
Rat Cambraiske lige (1508. – 1516.)
Nakon smrti pape Aleksandra VI. 1503. Venecija je zauzela nekoliko teritorija na sjeveru Papinske Države. Kad je Giuliano della Rovere, papinskim imenom Julije II., konačno izabran za Aleksandrovog nasljednika, Venecijanci su očekivali da će njihovo preuzimanje papinskog teritorija biti prešutno prihvaćeno, jer je Julije zbog svojih pro-venecijanskih simpatija dobio nadimak Il Veneziano.
No umjesto toga, novi je papa izopćio Republiku i zatražio da se teritorij vrati. Mletačka Republika, iako spremna priznati papin suverenitet nad lučkim gradovima duž jadranske obale i voljna plaćati Juliju godišnji danak, odbila je predati same gradove. 1508. Julije je osnovao savez nazvan Cambraiska liga, udružujući Papinsku Državu s Francuskom, Svetim Rimskim Carstvom i nekoliko drugih kršćanskih država.
Duždevi problemi nisu završili u Europi. 1509. godine dogodila se Bitka kod Diua u Indiji, gdje je portugalska flota pobijedila osmansku i mamelučku flotu koja je uz venecijansku pomoć iz Sredozemnog prebačena u Crveno more. Poraz je označio kraj profitabilne trgovine začinima, koje su Mlečani kupovali od Mameluka u Egiptu i zauzvrat monopolizirali njezinu prodaju u Europi, ubirući od toga velike prihode.

Nakon što je izgubila od snaga Lige u Bitci kod Agnadella, Venecija je utvrdila kako se njezini posjedi u Italiji drastično smanjuju. Ubrzo je pala Padova, strateški najvažniji mletački grad u Terrafermi, a i sama Venecija je bila ugrožena. Loredan je ujedinio stanovništvo pozivajući na žrtvu i potpunu mobilizaciju. Padova je ponovno zauzeta, iako je Venecija još uvijek bila prisiljena prihvatiti nepovoljni mir, nakon čega se pridružila Papi samo kao mlađi saveznik u njegovom novom ratu protiv Francuske. Savez je bio na rubu pobjede, ali je nastao spor oko teritorija. Car Maximilian I. odbio je Republici predati bilo koji carski teritorij, koji je u njegovim očima obuhvaćao veći dio Veneta; u tu svrhu potpisao je sporazum s Papom da Veneciju u potpunosti isključi iz konačne podjele. Kad se Republika usprotivila, Julije je zaprijetio ponovnim stvaranjem Cambraiske lige. Kao odgovor, Loredan se okrenuo kralju Luju; 23. ožujka 1513. u Bloisu je potpisan ugovor kojim se obvezuje podijeliti cijelu sjevernu Italiju između Francuske i Venecije. U okviru ovog saveza s francuskim kraljem Lujem XII., Mlečani su postigli odlučujuću pobjedu nad Papinskom Državom i uspjeli osigurati natrag sve teritorije koje su izgubili. Uz to, papa Lav X. bio je prisiljen otplatiti mnoge zaostale dugove obitelji Loredan u ukupnom iznosu od približno 500 000 dukata, što je nevjerojatna svota novca. 
Otprilike u to vrijeme Leonardov rođak Andrea Loredan, poznat kao kolekcionar umjetnina, naručio je palaču na Canal Grande danas poznatu kao Ca' Loredan Vendramin Calergi po nacrtima Maura Codussija. Palaču je platio Leonardo Loredan. Andrea je također naručio i platio kor Crkve San Michele, koju je također dizajnirao Codussi. 1513., za vrijeme Rata Lige Cambrai, morao je prihvatiti ulogu generala vojske, a iste je godine umro u Bitci kod La Motte, odrubljenjem glave od strane dvojice vojnika koji su se borili nad njegovim tijelom. Pošto je bio voljen od naroda, vijest o njegovoj smrti stvorila je tužnu atmosferu u Veneciji.
Kraj rata i ponašanje dužda, koji je možda mislio da bi trebao uživati u posljednjim godinama svog života, a ne da ih posveti državnoj upravi, doveli su do određene neozbiljnosti u venecijanskom društvu. Financijski skandali bili su redoviti i mnogi su javni uredi kupljeni po nesrazmjernim cijenama, a ne dobiveni zaslugom. U tom je razdoblju dužd kupovao naslove i urede za djecu i rodbinu, maksimalno iskorištavajući svoj utjecaj.
Unatoč Loredanovim željama, nije mogao dugo voditi ovaj ugodan život jer je počeo patiti od zdravstvenih problema. Oko prvih dana lipnja 1521. njegovo se zdravlje počelo pogoršavati i ubrzo mu se u nozi razvila gangrena. Svaka intervencija bila je beskorisna, a gangrena se proširila, usmrtivši ga u noći između 21. i 22. lipnja. Kaže se da je, kako bi se dobilo na vremenu te prvo upozorilo vijećnike i državne namjesnike, vijest o njegovoj smrti ušutkao je duždev vlastiti sin i priopćio ju tek kasno ujutro.
Zanimljivo je da komercijalizam i neuzorno ponašanje njegovih posljednjih godina nisu izbjegli budno oko 'Inkvizitora mrtvih', magistrata stvorenog nakon smrti Francesca Foscarija, zaduženog za istragu konačnog "računa" dužda. Možda je suđenje bilo umjetnički montirano u političke svrhe, ali sigurno je bilo inkriminirajućih motiva, jer su nasljednici dužda, unatoč tome što ih je branio odvjetnik Carlo Contarini, jedan od najboljih u to vrijeme, osuđeni na značajnu novčanu kaznu od 9500 dukata.

Leonardo Loredan umro je u Veneciji 22. lipnja 1521. Smrt, koja se dogodila preko noći, držala se u tajnosti do kasno ujutro po nalogu djece koja za vrijeme očeve agonije nisu imala obzira prema prijevozu namještaja i predmeta iz duždeva stana u njihovu vlastitu palaču. Kao što je to uobičajeno, tijelo je bilo podvrgnuto postupcima balzamiranja. Ujutro 23. lipnja, nakon što je tijelo premješteno u sobu Piovego Duždeve palače, lijes je zatvoren. Na svečanom pogrebu hvalospjev je pročitao učenjak Andrea Navagero, a bio je prisutan i Pietro Bembo, tada opat i tajnik pape Lava X.
Loredan je umro "s velikom slavom kao princ". Pokopan je u Bazilici svetog Ivana i Pavla (ven. San Zanipoło) u Veneciji, u jednostavnoj grobnici s nebeskim mramornim nadgrobnim spomenikom bez opisa, postavljenoj iznad stepenica glavnog oltara i sada više ne postoji. Otprilike 1572., i nakon nekih sporova između nasljednika Loredana i fratra crkve, postavljen mu je pogrebni spomenik, podijeljen u tri dijela i ukrašen korintskim stupovima od Carrara mramora, postavljenog lijevo od glavnog oltara, a ukrašen izuzetno živopisnim kipom, ranim djelom kipara Girolama Campagne, koji ga prikazuje u činu "ustajanja i hrabrog bacanja u obranu Venecije od Europe tijekom urote u Cambraiu". S njegove desne strane nalazi se kip Venecije s mačem u ruci, a s lijeve strane figura koja simbolizira Ligu Cambrai, sa štitom ukrašenim heraldičkim grbovima suprotstavljenih sila (ove i ostale u spomeniku napravio je Danese Cattaneo, učenik Sansovina).
Leonarda Loredana naslijedio je dužd Antonio Grimani 1521. godine, koji je bio oženjen Leonardovom sestrom, dogaressom Caterinom Loredan: „Loredanska tradicija domoljublja i plemenitosti predana je u milostivoj ličnosti dogaresse Caterine Loredan, sestre dužda Leonarda Loredana - supruge njegovog nasljednika dužda Antonija Grimanija." piše povjesničar Edgcumbe Staley 1910. u njegovoj knjizi o mletačkim "dogaressama". Caterina i Antonio imali su nekoliko djece, uključujući kardinala Domenica Grimanija.
Taddea Caterina Loredan, vojvotkinja od Naxosa, poznata kao "dama od mudrosti i velikog talenta", bila je supruga Francesca III. Crispa, koji je bio mentalno bolestan i poznat kao "Ludi vojvoda". Francesco ju je napao u kolovozu 1510.; Taddea je pokušala pobjeći od njega i pobjegla je u dvorac svoje rođakinje Lucrezije Loredan, vladarice Iosa i Therasije, gdje ju je Francesco slijedio dan kasnije i ponovno napao, 17. kolovoza 1510., te ju je sada ubio. Njihov sin Giovanni IV. Crispo postao je sljedeći vojvoda Arhipelaga 1517. godine, nakon namjesničkog razdoblja tijekom kojeg je još bio premlad da bi mogao vladati. Regent Vojvodstva za to vrijeme, od 1511. do 1517., bio je Taddein brat Antonio Loredan.
1535. godine Venecija je predala grad Barban u Istri obitelji Loredan, koja ga je stekla na aukciji, kao nasljedni posjed. Obitelj ga je pretvorila u svoju ljetnu rezidenciju.
1536. godine obitelj Loredan stekla je zgradu koja će uskoro postati Palazzo Loredan a Campo Santo Stefano. Prije restauracije od strane arhitekta Antonija Abbondija, to je bila skupina susjednih zgrada, u gotičkom stilu, koje su pripadale obitelji Mocenigo. Kupljene zgrade su u znatnoj mjeri restaurirane i pretvorene u jedinstvenu zgradu za rezidenciju Loredana.
Marco Loredan (1489. – 1557.) bio je senator i političar, kao i grof od Brescie, Feltrea, Roviga, Salòa i Famaguste, predsjedavajući u vremenu gladi i siromaštva nakon Rata Lige Cambrai.
Marco Loredan († 1577.) bio je svećenik i senator kojega je papa Julije II. imenovao za biskupa Nina, a tu je dužnost obnašao od 1554. do 1577. Papa Grgur XIII. imenovao ga je apostolskim upraviteljem i nadbiskupom Zadra, gdje je boravio od 1573. do svoje smrti 25. lipnja 1577.
Pietro Loredan, rođen 1481. godine, postao je 84. dužd Venecije i drugi dužd kojeg je dala obitelj Loredan. Bio je treći sin Alvisea Loredana, a njegova majka Isabella Barozzi potjecala je iz jedne od najstarijih mletačkih plemićkih obitelji. Pietro je imao intenzivnu, ali ne nužno prestižnu političku karijeru, koju je pratio brigom o komercijalnim interesima, u skladu s obiteljskom tradicijom. Pietro se oženio Marijom Pasqualigo, a zatim Marijom Lucrezijom Capello, s kojom je dobio sina Alvisea Loredana (1521. – 1593.), koji je nastavio lozu s brojnim potomstvom.
Prisutan 1509. i 1510. u obrani Padove i Trevisa, u javnom životu debitirao je 1510. kao kapetan galije (ven. sopracomito), što je bila pozicija koju su inače obavljali bogati plemići. U travnju 1511. izabran je za senatora, gdje je intervenirao tražeći smanjenje iznosa koji su Židovi morali platiti za svoje "ponašanje" i presudio u korist saveza s Francuskom, također voljan prodati gradove Cremona i Ghiara d'Adda u zamjenu za druge teritorije. 1513. ponovno je otišao braniti Padovu i Treviso i, raspoloživ za vojne uloge, ponudio je da popuni mjesta administratora Stratiota i guvernera Adrije. Odbio je imenovanje za konzula u Aleksandriji 1516. godine, kada je intenzivirao svoju poduzetničku aktivnost: 1517. godine Pietro je zajedno sa svojom braćom naoružao brod za prijevoz hodočasnika u Svetu Zemlju, a sljedeće je godine na aleksandrijskoj ruti postavio trgovačku galiju.
Posao ga, međutim, nije odvratio od javne službe, što dokazuju razne kandidature i imenovanje u Vijeće mudraca (tal. Savi del Consiglio), dok mu je financijsko bogatstvo omogućilo da uđe u odbor jamaca Banke Priuli. 1545. bio je jedan od devet birača dužda Francesca Donà; između 1546. i 1549. kandidirao se nekoliko puta za Vijeće desetorice, u koje je, nakon još jednog boravka u Senatu (1549.), ušao početkom 1550., postavši njegov čelnik. Kasnije te godine postao je savjetnik u venecijanskom okrugu Dorsoduro. 1550-ih Pietro je učvrstio svoj osobni prestiž, marljivo radio u Senatu, Vijeću desetorice, kao i u Signoriji. 1559. godine uvršten je među četrdeset i jednog birača dužda Girolama Priulija.
29. studenoga 1567. izabran je za dužda, što ga je iznenadilo. "Čovjek od 85 godina, ali vrlo sposoban.", napisao je o njemu papinski nuncij Giovanni Antonio Facchinetti, koji će kasnije postati papa Inocent IX. Smatran likom male političke važnosti, njegova je vladavina smatrana najprikladnijom jer je bila prolazna i politički bezopasna. Vjeran i moralno uspravan, obrazovan i neobične mudrosti, Pietro je na početku bio nevoljan, ali je u dvije i pol godine svoje vladavine pokazivao prepoznate osobine ravnoteže i razboritosti.
Pietro Loredan umro je 3. svibnja 1570. Sedam dana kasnije, pogreb je održan u Bazilici svetog Marka, umjesto u San Zanipołu, zbog lošeg vremena. Pietrovo tijelo odnijeli su u klaustar crkve San Giobbe i pokopali u obiteljskoj arci. Dužda Pietra Loredana u Duždevoj palači prikazali su Domenico Tintoretto na slici postavljena u senatskoj sali, a Jacopo Tintoretto na jednoj u sali Scrutinio.
1581. godine nasljednici Andree Loredana, prodali su čuvenu Palazzo Loredan Vendramin Calergi za 50 000 dukata Ericu II., vojvodi od Brunswick-Lüneburga koji je morao uzeti zajmove kako bi si je priuštio.
Godine 1598. dogodio se incident koji je rezultirao urbanom legendom poznatom kao Duh Fosca Loredana. U naletu bijesa koji je proizašao iz ljubomore na njegovu suprugu Elenu Grimani koja je svojom ljepotom privlačila mnoge udvarače, u ovom slučaju njezinog rođaka iz obitelji Mocenigo, Fosco Loredan ju je ubio odrubivši joj glavu. Zatim mu je njezin ujak, dužd Marino Grimani, naredio da hoda do Rima noseći na leđima njezino unakaženo tijelo kako bi zatražio Papin oprost. Nakon što je čuo priču, papa Klement VIII. nije ga htio vidjeti, a Fosco je iz očaja pobjegao stražarima koji su ga namjeravali zatvoriti i vratio se u Veneciju, gdje se bacio i utopio u Canalu Grande. Navodno, na godišnjicu ubojstva njegove supruge, njegov se duh može vidjeti kako noću luta ulicama Venecije tražeći mir, mir koji je izgubio u naletu bijesa u noći kada je tragično ubio svoju mladu ženu.

### 17. stoljeće: Opera iAccademia
1606. godine obitelj je pretvorila istočni dio već postojećeg dvorca u Barbanu u palaču koja i danas nosi njihov grb. Loredani su, međutim, izabrali Rakalj kao svoju ljetnu rezidenciju zbog svog primorskog položaja i ugodnije klime.
Giovanni Francesco Loredan, rođen 1607., bio je književnik i političar. Rođen je u Veneciji kao sin Lorenza Loredana i Leonore Boldù. Kad su mu oba roditelja umrla dok je bio vrlo mlad, odgojio ga je stric Antonio Boldù, a učiteljem mu je bio Antonio Colluraffi. Svoju je mladost podijelio između napornog učenja i ekstravagantnog načina života. Pohađao je nastavu poznatog aristotelovskog filozofa Cesarea Cremonija u Padovi i počeo, prije 1623. godine, oko sebe okupljati skupinu učenjaka koji su tada osnovali Accademiju degli Incogniti (hrv. Akademija nepoznatih), također zvanu Loredanska akademija. Kao osnivač Accademije degli Incogniti i član mnogih drugih akademija, imao je blizak kontakt s gotovo svim učenjacima toga vremena. On i njegov krug odigrali su presudnu ulogu u stvaranju moderne opere. Osim književne djelatnosti, sudjelovao je i u javnim poslovima. S dvadeset godina zabilježen je u Zlatnoj knjizi, ali karijera mu je započela prilično kasno: u rujnu 1632. izabran je u Vijeće mudraca, a 1635. bio je financijski upravitelj tvrđave Palmanova. Po povratku reorganizirao je Accademiju degli Incogniti i, 1638. godine, unatoč pokušajima da to izbjegne, bio je dužan, kao jedini potomak njegove obiteljske grane, ugovoriti brak s Laurom Valier. 1648. napravio je skok u rang javnog tužitelja koji je držao nekoliko puta u 1650-ima. Nakon toga pridružio se uredu državnih inkvizitora i postao član Vijeća desetorice. 1656. godine ušao je u Malo vijeće (ven. Minor Consiglio), to jest među šest patricija koji su zajedno s duždem činili Signoriju. Međutim, možda je tada bio gurnut s funkcije, jer sljedećih godina više nije obnašao važne funkcije. 1660. bio je providur u Peschieri na jezeru Garda. Sljedeće godine, 13. kolovoza 1661., tamo je i umro.
Dogaressa Paolina Loredan bila je kći Lorenza Loredana i supruga dužda Carla Contarinija za kojeg se vjenčala 22. veljače 1600. u crkvi San Polo. Bila je "neizmjerno punašna žena i nevjerojatno blijedog izgleda", pa je stoga odlučila da se neće pojavljivati u javnosti zbog straha da će joj se ljudi rugati. Na pročelju crkve San Vitale, Giuseppe Guoccola je skulpturirao biste dužda Carla i dogaresse Paoline, postavljene tamo u znak zahvalnosti za njihovo plemenito darivanje svećenstvu.
Zanimljivo je da je u blizini Palače Contarini-Sceriman i obližnjeg mosta Leonardo Loredan († 1675.) pronađen mrtav u čamcu. Neobjašnjiva smrt bila je izvor mnogih glasina, koje su tvrdile da je slučajna smrt, ubojstvo rođaka ili ubojstvo državnih inkvizitora.
U drugoj polovici stoljeća značajan je njegov sin Francesco Loredan (1656. – 1715.) koji je bio venecijanski veleposlanik u Beču tijekom pregovora koji su u siječnju 1699. rezultirali Mirom u Srijemskim Karlovcima, vrlo značajnim i za Hrvatsku, kojoj se time vratila Slavonija sa Srijemom, današnja Banovina do Une, Kordun od Korane do gornje Gline i čitava Lika i Krbava. Dijelovi Dalmacije oslobođeni su od osmanske vlasti i vraćeni Mletačkoj Republici. Francesco je ostao neoženjen i bez djece, ali kao član bogate loze Santo Stefano ostavio je vrlo ugledno nasljedstvo koje se godinama povećavalo, unatoč ogromnim troškovima njegovih diplomatskih aktivnosti, a sastojalo se od palača u Veneciji i golemih zemljišnih posjeda, ukrašenih prestižnim vilama, svome bratu Giovanniju i njegovim nasljednicima.

### 18. stoljeće: Bogatstvo, Prosvjetiteljstvo i pad Republike
Francesco Loredan, rođen 1685. godine, bio je 116. dužd Venecije i treći i posljednji iz obitelji Loredan. Služio je od 18. ožujka 1752. do svoje smrti 19. svibnja 1762. Loredan je izabran 18. ožujka 1752., ali je vijest objavljena 6. travnja, odgođena zbog Uskrsa. Do 18. stoljeća, lik dužda već je izgubio gotovo svu svoju moć i Francesco se brzo prilagodio ovoj novoj situaciji. Kao što je 1756. napisao Giacomo Nani, Loredan se uspio suočiti s teretom postajanja duždem i vršenjem obaveza jer je njegova obitelj bila jedna od onih "prvoklasnih", odnosno "vrlo bogatih" obitelji. Razmetnog ali velikodušnog, na dvije slike Pietra Longhi opisao ga je kao "oca siromaha". Nije ga posebno zanimala kultura i imao je ograničenu knjižnicu koja je ukazivala samo na određenu zainteresiranost u umjetničkom polju. Osim što su ga portretirali manji slikari poput Bartolomea Nazzarija i Fortunata Pasquettija, dizajnirao je rekonstrukciju komercijalnih karata teritorija i država u Sala dello Scudo u Duždevoj palači i dao dovršiti portrete posljednjih četrdeset šest duždeva u Sali Scrutinio. Imao je i fresku Giuseppea Angelija, dio prvog kata obiteljske palače u S. Stefanu. Međutim, njegov stalniji interes od sebe samoga bilo je upravljanje obiteljskim imanjem, koje je u to vrijeme uključivalo brojne palače i goleme zemljišne posjede.
Jedno od najvećih pitanja domaće politike u to vrijeme bio je sukob između konzervativaca i reformatora. Potonji su željeli bitno reformirati Republiku i nastojali su stvoriti unutarnje reforme. Konzervativne skupine uspijevale su blokirati te planove i zatočile su ili protjerale reformističke vođe, poput Angela Querinija, važne ličnosti venecijanskog prosvjetiteljstva. Dužd nije želio pokazivati naklonost jednoj ili drugoj strani, pa je ostao potpuno pasivan i ograničio je svoju podršku na pobjedničku stranu, gubeći time šansu da promijeni sudbinu umiruće republike. Ometajući razvoj reformističkih ideja, vjerojatno je izazvao mali gospodarski procvat koji je započeo oko 1756. izbijanjem Sedmogodišnjeg rata. Neutralnost Republike u to je doba trgovcima omogućavala da trguju na golemim tržištima bez konkurenata. Francuski poraz čak je omogućio Veneciji da postane najveće tržište istočnih začina.
Zanimljivo je da je Francesco 1752. godine Palazzo Loredan dell'Ambasciatore ponudio kao rezidenciju veleposlanika Svetog Rimskog Carstva, a prvi carski veleposlanik koji je ondje živio bio je grof Philip Joseph Orsini-Rosenberg. Godine 1759. papa Klement XIII. Loredanu je dodijelio Zlatnu ružu, postavši prvi i jedini dužd koji je dobio nagradu.
U jednom trenutku dužd, koji je do tada bio star i umoran, izgledao je kao da će umrijeti, ali se oporavio i živio još godinu dana, sve do svoje smrti 19. svibnja 1762. Pogreb se održao 25. svibnja, a pokopan je u Bazilici svetog Ivana i Pavla, u grobnici Leonarda Loredana. Pogreb je koštao impresivnu svotu od oko 18.700 dukata, a platio ga je Francescov brat Giovanni.
Zanimljivo je da je slavni autor i avanturist Giacomo Casanova bio zatvoren u zloglasnim odajama pod vlašću Francesca Loredana 1755. zbog sumnjivih aktivnosti, iz kojih je uspio spektakularno pobjeći.
U to vrijeme obitelj Loredan bila je nevjerojatno bogata i posjedovala je brojne palače.
Glavna linija obiteljske grane Santo Stefano završila je 1750. s Andreom di Girolamo Loredanom, koji je umro mlad, a grana je izumrla 1767. smrću Giovannija Loredana, brata dužda Francesca.

### 19. stoljeće: Nakon pada Venecije
Teodoro Loredan Balbi (Krk, 7. studenog 1745. - Novigrad, 23. svibnja 1831.) bio je posljednji novigradski biskup, a tu je dužnost obnašao od 1795. do svoje smrti 23. svibnja 1831. Za svećenika je zaređen 1768. Njegov stric, pulski biskup Giovanni Andrea Balbi, imenovao ga je kanonikom skolastikom, prosinodalnim ispitivačem i inkvizitorom u svojoj biskupiji. Godine 1795. doktorirao je teologiju na Sveučilištu u Padovi, a iste godine papa Pio VI. imenovao ga je za biskupa u Novigradu. Ubrzo su uslijedile iznenadne političke promjene uzrokovane Napoleonskim ratovima: pad Mletačke Republike 1797. godine, kratka promjena austrijske i francuske vlasti i konačno uspostavljanje austrijske vlasti u Istri nakon Bečkog kongresa 1815. Iako se nije miješao u tadašnja politička zbivanja, Napoleonove su ga vlasti nakon suđenja zadržale na deset mjeseci u Veneciji, gdje je doživio svakakva poniženja. Nakon povratka na sjedište, jedno je vrijeme bio jedini biskup u Istri, a pod nadležnošću Svete Stolice posjetio je Porečku i Pulsku biskupiju. Na prijedlog Svetog rimskog cara Franje I., papa Lav XII. ukinuo je 1828. novigradsku biskupiju koja je postala dijelom Tršćanske biskupije, ali, prema Papinoj naredbi, tek nakon Teodorove smrti. Kao biskup poslao je tri pisma Svetoj Stolici, 1798., 1802. i 1807. godine; u njima je izvijestio da u biskupiji postoji jedna katedrala i jedna zborska crkva, 17 župa i mnoštvo bratovština; da je otvorio sjemenište i zalagaonicu, osnovao kaptol teologa i pokornika itd. Pokopan je u Crkvi svete Agate u Novigradu, a njegovi posmrtni ostaci preneseni su 1852. u biskupsku grobnicu u katedrali.
Antonio Francesco di Domenico Loredan nosio je grofovsku titulu u Austrijskom Carstvu, a njegova su braća također bila navedena na službenom popisu plemstva.

### 20. stoljeće: Ville i vinarije
Pedesetih godina 20. stoljeća grof Piero Loredan, potomak dužda Leonarda Loredana, osnovao je vinariju Conte Loredan Gasparini. Odabrao je teritorij 'Vignigazzù' te je zasnovao svoj dom u velikoj paladijskoj vili - Villa Spineda Loredan. Vinarija se nalazi u Venegazzù di Volpago del Montello, u regiji Veneto, u srcu Marce Trevigiane, područja poznatog po proizvodnji vina od 16. stoljeća.
Šezdesetih godina 20. stoljeća, grofica Nicoletta Loredan Moretti degli Adimari osnovala je vinariju Barchessa Loredan, smještenu u Selvi del Montello, unutar paladijske barchese iz 16. stoljeća. Barchessa Loredan veličanstven je primjer paladijske arhitekture. Plemićka rezidencija sagrađena je u 16. stoljeću; izvorno je bila dio prostranog kompleksa koji je obuhvaćao i veliku vilu uništenu 1840. Zgrada se sastoji od devet lukova s volutama od kamena, a uokvireni su dorskim pilastrima koji podupiru oblikovani entablatur, koji se proteže cijelim prizemljem. Iznad trijema uzdiže se prvi kat, s vrlo velikim potkrovljem, savršeno obnovljenim, u kojem su sačuvane najznačajnije uspomene obitelji Loredan.
Osamdesetih godina 20. stoljeća, nakon smrti supruga Antonija Rizzardija, grofica Maria Cristina Rizzardi Loredan upravljala je vinarijom Guerrieri Rizzardi, smještenoj na jezeru Garda, koju je proširila novim vinogradima i vinima, također primjenjujući koncept 'Cru' kao znak kvalitete ograničen na dobro definiran vinograd. Potom je 1984. postala predsjednicom gardskog konzorcija za zaštitu maslinovog ulja, te je dobila priznanje za kvalitetno maslinovo ulje. 2010. godine predsjednik Italije odlikovao ju je Ordenom zasluge za rad (tal. Ordine al Merito del Lavoro).

## Heraldika
Grb

Na grbu obitelji Loredan nalazi se štit žute (gore) i plave boje (dolje) na kojem je prikazano šest cvjetova lovora (ili ruže); tri u žutom i tri u plavom dijelu. Na vrhu grba stoji corno ducale, ceremonijalna kruna i poznati simbol mletačkoga dužda. Grb je prikazan na mnoštvu zgrada i palača na teritorijima koje je prethodno posjedovala Mletačka Republika; od Veneta i Furlanije, Istre i Dalmacije, te u udaljenijim posjedima poput Jonskih otoka i Krete. U Veneciji, grb je čak urezan u most Rialto i pročelje Bazilike svetog Marka.
- Pergament dužda Leonarda Loredana, 1504.
- Tazza napravljena za dužda Leonarda Loredana, rano 16. stoljeće.
- Grb u Barbanu, Istra.

Motto
Prekrasno pročelje palače Ca' Loredan Vendramin Calergi izrađeno od istarskog kamena sadrži latinski natpis: NON NOBIS DOMINE NON NOBIS. Stih je izveden iz Starog zavjeta (Psalam 115:1) i bio je početak slavnog gesla upisanog na ratnu zastavu vitezova Templara: "Nōn nōbīs, Domine, nōn nōbīs, sed nōminī tuō dā glōriam" (hrv. "Ne nama, Gospodine, ne nama, nego imenu svome daj slavu."). Stih je simbolizirao zahvalnost i poniznost templara koji su se tijekom Križarskih ratova borili za slavu Božju, a ne za osobnu korist. Poznato je da je Andrea Loredan, graditelj palače, bio blizak idejama i naslijeđu Templara, pa je biblijski stih potom postao moto obitelji Loredan u cjelini. Zbog njegova zanimanja za povijest Templara, čak se vjeruje da je njegova palača bila jedno od mjesta okupljanja Vitezova Svetog Marka (tal. Ordine di San Marco). Andrea, međutim, nije bio samo vojni general, već i humanistički zaštitnik umjetnosti, a u palaču je uložio znatnu energiju i kapital da bi dobio dom vrijedan njegovog položaja i dostojanstva njegove obitelji. Hrastovo lišće oko natpisa u latinskoj tradiciji predstavlja branitelja grada, odnosno onoga koji je predan javnom dobru, što je motiv koju je tadašnje mletačko plemstvo izrazito voljelo. Ovim natpisom Andrea Loredan gotovo kao da želi prikriti svoje nevjerojatno bogatstvo, pokazujući tako snažan osjećaj poniznosti i odanosti Gospodinu. Suština gesla Loredana zapravo je iskaz pobožnosti i poniznosti od strane vrlo moćne obitelji.

## Bogatstvo
Tijekom renesanse i ranog modernog perioda bogatstvo obitelji Loredan u Veneciji i ostatku Republike bilo je legendarno, posebno od oko 1500. do 1800. godine, a pogotovo u 18. stoljeću, kada je obitelj posjedovala brojne palače i stotine imanja diljem tadašnje Mletačke Republike.

### Srednji vijek
Neki povjesničari, poput Jacopa Zabarelle, tvrdili su da su Loredani već bili bogati po dolasku u Veneciju početkom 11. stoljeća, a neki izvori tvrde da potječu iz slavne drevne loze koja potječe iz antičkoga Rima. Zbog toga se Gaj Mucije Scaevola ponekad isticao kao tradicionalni rodonačelnik obitelji. Iako drevno rimsko podrijetlo Loredana nije dokazano istinitim ili neistinitim, najvjerojatnije je da su u srednjem vijeku uvelike povećali svoje bogatstvo unosnom trgovinom svilom i začinima, kao i trgovinom robljem. Nakon putovanja Marka Pola krajem 13. stoljeća, mnogi su mletački trgovci krenuli u osnivanje trgovačkih tvrtki u Aziji, a Loredani nisu bili iznimka, te je obitelj upravljala trgovačkim operacijama u Egiptu, Perziji, Indiji i Kini već 1330-ih.
Osim sada uspostavljenih trgovačkih aktivnosti, neki izvori ukazuju na slučajeve piratstva i organiziranog lihvarenja od strane nekih članova obitelji u 13. i 14. stoljeću, za što su više puta optuživani, ali su uspijevali izbjeći optužbe prijetnjama ili podmićivanjem. Bogatstvo proizašlo iz ovih aktivnosti potom je stavljeno u izgradnju nekoliko loredanskih palača u Veneciji.
U 15. stoljeću obitelj je došla u posjed egejskog otoka Antiparosa, te je Giovanni Loredan 1440. izgradio Dvorac Antiparos i o svom trošku dovodio stanovnike na otok koji je do tada bio uglavnom nenaseljen. U to vrijeme, grana obitelji koja se nastanila na Egejskom moru udala se u vladajuće obitelji drugih grčkih otoka, te je Antonio Loredan čak nakratko vladao Vojvodstvom Arhipelaga kao regent početkom 16. stoljeća, dok je njegov nećak i budući vojvoda Giovanni IV. Crispo još bio dijete.

### Renesansa i novi vijek
Bogatstvo obitelji počelo se znatno povećavati s početkom 16. stoljeća, uglavnom zbog povećane moći i utjecaja koji su proizašli iz izbora Leonarda Loredana za dužda 1501. Osim što je bio jedan od najvažnijih vladara u povijesti Venecije, Leonardo je bio i vrlo sposoban trgovac i poduzetnik od djetinjstva, posvetivši se trgovini u Africi i na Levantu, povećavajući tako obiteljske financije. Leonardo Loredan vladao je dvadeset godina, sve do 1521. godine, a za to vrijeme, a zahvaljujući njegovim lukavim političkim i ratnim vojnim manevrima, obitelj je postala nevjerojatno bogata i moćna. U Ratu Lige Cambrai, nakon sklapanja saveza s francuskim kraljem Lujem XII., Leonardo je odveo Veneciju do pobjede protiv Papinske Države, nakon čega je Papa bio prisiljen otplatiti mnoge dugove obitelji Loredan u ukupnom iznosu od približno 500 000 dukata, što je nevjerojatna količina novca. Za usporedbu, stoljeće ranije Venecija je od Ugarske za 100 000 dukata kupila cijelu Dalmaciju.
Pred kraj njegove vladavine financijski skandali postali su redovita pojava u Veneciji, a mnogi javni uredi i radna mjesta kupljeni su po nerazmjernim cijenama. Dužd se nije ustručavao maksimalno iskoristiti svoj utjecaj, te su mnogi naslovi i uredi kupljeni za njegovu djecu i rodbinu. Nakon njegove smrti i zbog sumnjivog ponašanja u posljednjim godinama, obitelj je tužena i osuđena na pozamašnu novčanu kaznu od 9500 dukata, unatoč tome što ju je branio Carlo Contarini, jedan od najboljih odvjetnika tog vremena. Iako bi to značilo da je u Leonardovim postupcima postojao inkriminirajući element, suparničke su obitelji ipak suđenje montirale u političke svrhe.
U to su vrijeme izgrađene mnoge prekrasne i poznate palače, uključujući Palazzo Loredan dell’Ambasciatore, Ca’ Loredan Vendramin Calergi i Palazzo Loredan a Campo Santo Stefano. Od posebnog je značaja impresivna Ca’ Loredan Vendramin Calergi, koju su nasljednici Andree Loredana 1581. prodali za 50 000 dukata Ericu II., vojvodi od Brunswick-Lüneburga, koji je morao uzeti zajmove da bi ju mogao priuštiti.
Za razumjeti ogromno bogatstvo obitelji u 18. stoljeću, dovoljno je pogledati prijavljene prihode i navike trošenja samo jednog čovjeka, Francesca Loredana, koji je postao dužd 1752. Prema povjesničaru Giacomu Naniju, Francesco se mogao suočiti s teretima pozicije dužda i obnašati svoju dužnost jer je njegova obitelj bila jedna od onih "prvorazrednih", odnosno "vrlo bogatih" obitelji. 1741. prijavio je prihode od gotovo 11 000 dukata; samo u 1758. potrošio je gotovo 43 000 za potrebe svoje pozicije dužda, a kad je umro, njegov je prihod i dalje premašivao 118 000 dukata. Tome su se pridružili vrlo opsežni obiteljski posjedi. Troškovi izbornih proslava često su pogrešno procijenjeni, čak i od suvremenika (1772. godine u loredanskim spisima govori se o 90 000 dukata, dok ih Samuele Romanin procjenjuje na oko 21 700). Preživjeli popis pojedinih predmeta, međutim, omogućuje nam da procijenimo troškove na nešto više od 38.600 dukata (od toga 2310 za orkestar, 7635 za osvježenje, 5800 darovanih narodu i 2140 za arsenalotte). Brojka za proslave čini se nevjerojatno velikom, a Romanin je procjenjuje da je ona mnogo veća od prethodnih duždeva i da je nisu nadmašili ni njegovi nasljednici. Unatoč tome, jedan od soneta sastavljen za tu prigodu požalio se na nedovoljne rezultate, rugajući se glazbi i tvrdeći da je "stroj" vatrometa imao pogrebne reference. Troškovi u prvoj godini njegove vladavine također su impresivni, potrošivši više od 117 000 dukata, uključujući 6250 potrošenih na krzna. Međutim, njegov stalniji interes od sebe samoga bilo je upravljanje obiteljskim imanjem. Osim poznate palače Santo Stefano, dvije zgrade u S. Stefanu i kuće u San Bassu, iz popisa crkvene desetine 1739. godine i iz drugih izvora bilo je najmanje 76 kuća i trgovina u vlasništvu u raznim okruzima Venecije i Mazzorba. Mnogo je zgrada, poljoprivrednih zemljišta i polja bilo i u venecijanskom zaleđu (Marghera, Meolo), u Polesini (Canda, Anguillara Veneta, S. Martino di Venezze, Rovigo, Badia Polesine, Polesella) i na području Padove (Montagnana, Cittadella, Piove di Sacco, Altichiero), Trevisa (Monastier, Conegliano, Asolo), Vicenze (Noventa Vicentina) i Verone, Furlanije (Latisana) i Istre (Rovinj i Barban). Osobito su važne bile vile i zemljišta u Stra, Candi i Noventi Vicentini. Čini se da su ti posjedi, do 1755. godine u suvlasništvu s ujakom Giovannijem di Leonardom, bratom njegova oca, uglavnom potjecala od braka Francesce Barbarigo, 1620-ih, s Francescom Loredanom, Loredanovim pradjedom. Prema procjeni iz 1755. godine, bivše zemlje obitelji Barbarigo pridonosile su 11 000 dukata godišnje.

## Rezidencije

### Palače
Palazzo Loredan dell'Ambasciatore na Canalu Grande svoje je popularno ime dobila kao rezidencija veleposlanika Svetog Rimskog Carstva, kojemu ju je ponudio dužd Francesco Loredan. Veliki kolekcionar u obitelji bio je Andrea Loredan koji je izgradio palaču u Cannaregiu prema nacrtima Maura Codussija; platio ju je dužd Leonardo Loredan; kupila ga je u osamnaestom stoljeću obitelj Vendramin, a Ca' Loredan Vendramin Calergi danas je poznata po povezanosti s Richardom Wagnerom. Palazzo Loredan a Campo Santo Stefano danas je Venecijanski institut za znanost, književnost i umjetnost i u njemu se nalaze biste poznatih Mlečana koji čine Panteon Veneto. Palazzo Loredan Cini, palača u gotičkom stilu smještena na Canalu Grande, ima veliku zbirku dragocjenih umjetničkih djela koja su stalno izložena na prvom katu palače. Ca' Loredan, romanička palača iz 13. stoljeća, danas je gradsko općinsko vijeće. Palazzo Giustinian Loredan i danas je u vlasništvu obitelji. Palazzo Loredan Gheltoff je ranogotička palača iz 14. stoljeća koja se nalazi u venecijanskom okrugu Cannaregio. Palazzo Loredan a San Cancian je palača grane obitelji San Cancian, također u Cannaregiju, u blizini crkve San Canciano po kojoj je i dobila ime. Palača Loredan u Barbanu pretvorena je iz već postojećeg dvorca u obiteljsku rezidenciju 1606. godine. Giovanni Loredan, gospodar Antiparosa, sagradio je Dvorac Antiparos 1440. godine i o svom trošku doveo nove stanovnike na otok.

### Vile
U terrafermi postoje brojne Vile Loredan - u gradu Strà na rijeci Brenta; u Paeseu, blizu Trevisa, vila koju je naslikao Francesco Guardi; kod Asola; u Sant'Urbanu, blizu Padove. Na posjedu Ville Loredan u Paeseu vinovu je lozu zasadio 1950-ih grof Piero Loredan, a vino se i dalje proizvodi pod oznakom Conte Loredan Gasparini.
- Villa Spineda Loredan, Montello
- Villa Loredan Grimani Avezzù, Fratta Polesine
- Villa Loredan Morosini, Resana
- Villa Razzolini Loredan, Asolo
- Villa Loredan, Carbonera
- Villa Marcello Loredan Franchin, Ceggia
- Villa Loredan, Stra
- Villa Nani Loredan, Sant'Urbano
- Villa Loredan van Axel, Montebelluna
- Villa Loredan Bragadin, Noventa Padovana
- Barchessa Loredan, Selva del Montello

Prikazi u slikarstvu
- Palazzo Loredan Vendramin Calergi, Canaletto, 1750e, privatna kolekcija
- Palazzo Loredan dell'Ambasciatore, Francesco Guardi, National Museum Wales
- Villa Loredan del Timpano Arcuato, Francesco Guardi, Nacionalna galerija, London
- Villa Loredan at Paese, Francesco Guardi, Metropolitan Museum of Art, New York City
- Villa Loredan at Paese, Francesco Guardi, The Frick Collection, New York City
- Capriccio of the Scuola di San Marco from the Loggia of the Palazzo Grifalconi Loredan, Canaletto, 1750e, privatna kolekcija
- Campo Santo Stefano, Canaletto, 1735., s Palazzo Loredan a Campo S. Stefano (desno), Royal Collection

## Utjecaj

### Istra
Barban i Rakalj
23. prosinca 1535. obitelj Loredan kupila je grad Barban u Istri za 14 760 dukata, a vlasništvo su imala braća Leonardo, Lorenzo i Francesco, iz grane Santo Stefano. U to je vrijeme Barban obuhvaćao i Rakalj, te su ta dva teritorija bila organizirana kao zaseban feud u vlasništvu obitelji Loredan, koja ga je posjedovala do ukidanja feudalnih prava 1869. godine.
Kad je obitelj stekla gradove, sagradila je palaču u Raklju, gdje su se prvo nastanili. Međutim, 1606. godine već postojeći dvorac u Barbanu pretvoren je u obiteljsku palaču koja i danas nosi loredanski grb. Ipak, obitelj je grad Rakalj učinila svojom ljetnom rezidencijom zbog ugodnije klime i primorskog položaja. Obitelj je feudom upravljala preko svog časnika koji je nosio titulu kapetana.
Loredanske terminacije
Loredanske terminacije bile su pisane naredbe obitelji Loredan. Stvorene su u svrhu komunikacije između Loredana koji su bili u Veneciji i predstavnika obitelji u Istri. Značajne su jer iz njih možemo doznati o unutarnjoj strukturi istarskoga feuda. Kapetan je imao političku i sudsku vlast, a imenovali su ga Loredani. Morao je trajno boraviti na imanju i sudjelovati u izboru župana, zamjenika župana i drugih dužnosnika. Imao je kancelara koji je sve dokumente bilježio u posebne knjige, a brinuo se i o raspodjeli žita. Dvanaest sudaca, župan i zamjenik župana brinuli su o opskrbi, rješavali manje sporove i izricali manje kazne. Crkvenom i bratskom imovinom upravljao je gaštald, a općinski novac prikupljao je komornik (ven. camerlengo). Terminacije se također bave zabranom krčenja šuma, upravljanjem komunalnom imovinom, održavanjem čistoće, pokopom mrtvih, vođenjem sajma, podučavanjem vjere, građanskim pravnim odredbama itd.
Budući da su Loredani bili feudalni vlasnici gradova, svi stanovnici s tog područja imali su brojne obveze prema obitelji. Prva bolna obaveza bila je - prodaja vina. Vino se moralo prodati gostionici koju su odabrali Loredani, po cijeni koju su odredili Loredani. Tada bi gostioničar nastavio prodavati isto vino po znatno višoj cijeni, davajući Loredanima postotak. U ovakvoj situaciji seljani bi dobili strahovito nisku cijenu pa su svoje vino radije skrivali u "neslužbenim" konobama, švercali ga i prodavali na crnom tržištu. Rezultat toga bio je da su u zaista dobrim godinama Loredani imali vrlo mali prihod od vina. Seljani bi objasnili da su vino pili članovi njihove obitelji "pa nije ostalo mnogo toga što bi se moglo prodati gostioničaru". Zbog toga su Loredani objavili svoju prvu službenu odluku (terminaciju) 6. listopada 1614. Odlukom je unaprijed određeno koliko vina svaka obitelj mora prodati gostioničaru, bez obzira je li godina bila dobra ili loša. Loredani su svojom odlukom zabranili veleprodaju vina ili prodaju vina po cijeni koja se razlikuje od one koju su oni definirali. Također su predviđene kazne za kršenje odluke: bičevanje, zatvaranje ili progonstvo na galije. Budući da jedna odluka nije ništa riješila, ubrzo je uslijedilo još odluka. Međutim, ljudi se nisu rodili jučer; svaku su odluku lukavo zaobilazili. Da bi izbjegli jednu od terminacija, seljani su počeli točiti vodu u vino koje su morali prodati gostioničaru. Čim su Loredani otkrili trik, najavili su novu odluku - točenje vode u vino je zabranjeno. Sljedećom je odlukom, zbog loše kvalitete vina, utvrđen točan datum kada berba počinje... i tako dalje.
Loredanske terminacije danas se čuvaju u Državnom arhivu u Rijeci.
Pula
Mnogi su članovi obitelji bili gradonačelnici Pule, noseći titule kneza, podestata i providura.
| Ime                     | Period      | Titula                 |
| ----------------------- | ----------- | ---------------------- |
| Andrea Loredan          | 1362 - 1364 | Pulski knez            |
| Andrea Loredan          | 1381 - 1382 | Pulski knez            |
| Andrea Loredan          | 1415 - 1418 | Pulski knez            |
| Leonardo Loredan        | 1522 - 1524 | Pulski knez            |
| Marco Loredan           | 1672        | Pulski knez i Providur |
| Pietro Loredan          | 1709 - 1710 | Pulski knez i Providur |
| Giovan Domenico Loredan | 1760 - 1761 | Pulski knez i Providur |

### Dalmacija
Osim Istre, obitelj je ostavila traga i u Dalmaciji.
Zadar
Pietro Loredan, Giorgio i Lorenzo Loredan bili su zadarski knezovi u 15. stoljeću, dok su Bartolomeo, Girolamo, Antonio i Zorzi Loredan tu titulu držali u 17. i 18. stoljeću, gdje su boravili u Kneževoj palači. Kao zadarski knez i generalni providur Dalmacije, Pietro Loredan značajan je za naručivanje zadarskih gradskih zidina (Bedemi), koji su danas na popisu svjetske baštine UNESCO-a pod nazivom „Obrambeni sustavi Mletačke Republike u razdoblju od 15. do 17. stoljeća“.
| Ime                | Period      |
| ------------------ | ----------- |
| Pietro Loredan     | 1417 - 1418 |
| Giorgio Loredan    | 1441 - 1444 |
| Lorenzo Loredan    | 1453 - 1455 |
| Bartolomeo Loredan | 1628 - 1629 |
| Girolamo Loredan   | 1656 - 1657 |
| Antonio Loredan    | 1668 - 1670 |
| Zorzi Loredan      | 1780 - 1782 |

Iako je većina mletačkih plemića obično dolazila u dalmatinske gradove na političkoj ili vojnoj dužnosti i zadržala se do kraja mandata, ogranci nekih mletačkih plemićkih obitelji, poput Loredana, Veniera i obitelji da Mosto, nastanili su se u i oko Zadra, tada glavnog grada Mletačke Dalmacije. Dio grane Santa Maria obitelji Loredan od 18. je stoljeća naseljen na otoku Ugljanu pored Zadra. Neki članovi obitelji bili su zvani nadimkom Santa Maria.
Split
Antonio Loredan, Luigi, Girolamo, Giacomo i Domenico bili su splitski knezovi.
| Ime              | Period      |
| ---------------- | ----------- |
| Antonio Loredan  | 1467 - 1469 |
| Luigi Loredan    | 1578 - 1580 |
| Girolamo Loredan | 1651        |
| Giacomo Loredan  | 1673 - 1675 |
| Domenico Loredan | 1707 - 1710 |

Kroz povijest, članovi obitelji bili su utjecajni i u mnogim drugim dalmatinskim gradovima.
Korčula
Alvise, Gerolamo i Carlo bili su korčulanski knezovi.
| Ime              | Period |
| ---------------- | ------ |
| Alvise Loredan   | 1472   |
| Gerolamo Loredan | 1573   |
| Carlo Loredan    | 1652   |

### Utjecaj na židovsku povijest

#### Venecijanski geto
Na dan 29. ožujka 1516., dekretom dužda Leonarda Loredana, mletački je Senat proglasio da ako Židovi žele nastaviti živjeti u Veneciji, moraju se nastaniti na malom otoku okruženom kanalima u sjevernom dijelu grada. Ovom je odlukom u venecijanskom okrugu Cannaregio stvoren prvi židovski geto na svijetu, pokrećući tako stoljeća segregacije koja će se proširiti Europom, a venecijanska riječ ghèto ubrzo je postala popularan naziv za opisivanje izoliranih urbanih zajednica etničkih manjina. Povjesničari vjeruju da je loredanska vlada koja je stvorila prvi geto učinila to jer su vjerovali da Židovi ne mogu biti integrirani s uglavnom rimokatoličkim stanovništvom grada.
Život u getu bio je vrlo ograničen, a kretanje Židova izvan geta bilo je teško. Židovi su noću bili zatvoreni unutar getu, a kršćanski stražari na brodovima patrolirali su uskim kanalima i kratkim mostovima kako bi provodili pravila. Židovi su čak bili prisiljeni isplaćivati plaće svojim kršćanskim redarima. Iako zastrašujuće diskriminirajuć, nekima je geto bio sklonište od još goreg progona negdje drugdje.
Iako je u njemu živio velik broj Židova, koji su u to vrijeme činili oko 1000 ljudi od ukupnog stanovništva Venecije koja je tada imala oko 160 000 ljudi, stanovništvo koje je živjelo u venecijanskom getu nikada se nije asimiliralo i stvorilo zaseban, „venecijansko-židovski“ identitet. Četiri od pet sinagoga bile su jasno podijeljene prema etničkom identitetu: postojale su zasebne sinagoge za njemačku (Scuola Grande Tedesca), talijansku (Scuola Italiana), španjolsku i portugalsku (Scuola Spagnola) i levantinsku Sefardi zajednicu (Scuola Levantina). Peta, Scuola Canton, vjerojatno je izgrađena kao privatna sinagoga, a služila je venecijanskoj zajednici Aškenazi Židova. Na vrhuncu sredinom 17. stoljeća, u getu je živjelo gotovo 5.000 ljudi. Da bi se prilagodili rođenjima i novim dolascima, mogli su graditi samo prema gore, što je rezultiralo nekim od prvih "nebodera” na svijetu, koji su sa svojih sedam ili osam katova i dalje neke od najviših zgrada u gradu.
1797. godine Francuska Vojska Italije kojom je zapovijedao 28-godišnji general Napoleon Bonaparte okupirala je Veneciju, prisilivši Republiku da propadne 12. svibnja 1797., a 11. srpnja iste godine francuska vojska okončala je odvojenost geta od ostatka grada. Danas je Geto i dalje središte židovskog života u gradu. Židovska zajednica Venecije, koja broji oko 450 ljudi, kulturno je aktivna, iako u getu živi samo nekoliko članova, jer to područje postaje sve skuplje. Proslave obljetnice održavaju se u getu, a uključuju produkciju drame Williama Shakespearea Mletački trgovac i veliku izložbu pod nazivom "Venecija, Židovi i Europa" u Duždevoj palači - istom mjestu na kojem je dekret kojim je stvoren prvi geto potpisan prije 500 godina.

#### Velikodušnost prema Židovima
Unatoč tome što je igrao ulogu u stvaranju prvog židovskog geta, odluku o tome nije donio samo Leonardo Loredan, već i drugi senatori koji su se zalagali za segregaciju vjerujući da će prisutnost Židova u gradu i njihova praksa posudivanja novca srozati kršćanski moral i vrijednosti venecijanskih građana. Kasnije u 16. stoljeću, neki članovi obitelji Loredan, uključujući dužda Pietra Loredana, borili su se u Senatu za smanjenje iznosa koji su Židovi morali platiti za svoje "ponašanje". U 17. stoljeću Loredani su davali podršku i prihvaćali Židove koji su stizali u Veneciju, od kojih je nekoliko prihvatilo ime 'Loredan' kao priznanje velikodušnosti obitelji. U 18. stoljeću, kao Capitano Generale da Mar, jedan Loredan je čak pisao pisma preporuke za mnoge Židove iz mediteranskih gradova i otoka i pomogao im u priuštivanju brodova koji su išli prema Veneciji.

## Zanimljivosti
- 1316. godine Zanotto Loredan bio je teško bolestan, toliko da se mislilo da je mrtav, pa su ga ljudi odveli u crkvu San Matteo u Muranu na pokop. Nakon pogrebnog obreda, htjeli su pohraniti tijelo u grobnicu, kad je netko primijetio da se boja njegova lica promijenila. Odveli su ga u samostansku bolnicu, ugrijali i on se oporavio. Kasnije je nastavio normalno živjeti, oženio se i imao djecu.[12]
- U Bitci kod Galipolja 1416. godine, admiral Pietro Loredan uspio je voditi mletačku flotu do pobjede nad Osmanlijama, bez obzira na činjenicu da je bio ranjen strijelom ispod oka i nosa, te jednom koja mu je prošla kroz lijevu ruku, kao i s nekoliko strijela koje su ga pogodile s manjim učinkom. Nakon bitke, uzeo je 1100 osmanskih vojnika kao ratne zarobljenike, a većina ih je potom prodana u ropstvo.[124]
- 1423. godine, kada je Pietro Loredan izgubio izbor za dužda od svog dugogodišnjeg rivala Francesca Foscarija, dvije Loredanove kćeri, Maria i Marina, bile su namjerno udate za Francesca Barbara i Ermolao Donà, obojica protivnici Foscarija. Nadalje, kada je Foscari predložio brak između vlastite kćeri i jednog od Loredanovih sinova, bio je odbijen.[112]
- Neki povjesničari smatraju kako Leonardo Loredan 1501. godine nije izabran za dužda samo zbog svoje političke sposobnosti, već i zbog utjecajnosti njegove supruge koja je dolazila iz bogate mletačke obitelji Giustiniani.[38]
- Portret dužda Leonarda Loredana iz 1501. Giovannija Bellinija značajan je jer je to bio prvi portret talijanskog vladara koji je naslikan 'face-front'.[36] Prije su takvi portreti bili rezervirani za svete ličnosti, dok bi smrtnici bili prikazivani u profilu što je simboliziralo njihovu duhovnu nesavršenost.Alegorija pobjede nad Ligom Cambrai, Palma Mlađi, 1590., Duždeva palača. Na slici je prikazan dužd Leonardo Loredan s anđelima i Lavom sv. Marka, simbolom Venecije.[125]
- Za vrijeme vladavine Leonarda Loredana, 1507. godine, dogodio se događaj poznat kao Fornaretto iz Venecije, priča o nedužnom pekaru osuđenom na smrt zbog počinjenog ubojstva. Priča o fornarettu, međutim, nije povijesna; plod je mašte dramatičara Francesca Dall'Ongara, koji ju je napisao 1846. godine.[126]
- U jeku Rata Lige Cambrai, i s padom resursa Venecije, dužd Leonardo Loredan dao je plemenit primjer poslavši sve svoje zlatno i srebrno posuđe i dragulje svoje pokojne supruge u državnu kovnicu da se otope za novac.[127] U svom govoru pred Velikim vijećem, koji je opisan kao model domoljublja i rječitosti i pozdravljen s oduševljenjem, pozvao je i ostale plemiće da pridaju što više novca kako bi se podmirili ogromni troškovi otpora.[128]
- U latinskom natpisu na grobnici dužda Leonarda Loredana, godina njegove smrti pogrešno je zapisana kao MDXIX (1519) umjesto MDXXI (1521).
- 1570. godine, nakon smrti dužda Pietra Loredana, koji je pokušao riješiti problem nestašice hrane 1569./1570. uvođenjem kruha od prosa, čuli su se Venecijanci kako radosno pjevaju o duždevoj smrti, smatrajući ga osobno odgovornim za nastalu glad.[129][130]
- Druga teorija o smrti dužda Pietra Loredana glasi da je, umjesto da ga je zadesila bolest, umro mirnom smrću u svojoj vili u istočnoj Italiji. Tamo su ga sluge hranile grožđem, a dok je jeo, njegova ljubavnica pokušala je započeti razgovor s njim, što je dovelo do toga da se Loredan ugušio s grožđem. Sluge su ga pokušali spasiti, ali bezuspješno.
- Godine 1598. dogodio se incident koji je rezultirao urbanom legendom poznatom kao Duh Fosca Loredana. U naletu bijesa koji je proizašao iz ljubomore na njegovu suprugu Elenu koja je svojom ljepotom privlačila mnoge udvarače, Fosco Loredan ju je ubio odrubivši joj glavu.[70] Zatim mu je njezin ujak, dužd Marino Grimani, naredio da hoda do Rima noseći na leđima njezino unakaženo tijelo kako bi zatražio Papin oprost.[71] Nakon što je čuo priču, papa Klement VIII. nije ga htio vidjeti, a Fosco je iz očaja pobjegao stražarima koji su ga namjeravali zatvoriti i vratio se u Veneciju, gdje se bacio i utopio u Canalu Grande. Navodno, na godišnjicu ubojstva njegove supruge, njegov se duh može vidjeti kako noću luta ulicama Venecije tražeći mir.[72]
- Dogaressa Paolina Loredan donijela je odluku da se nikada neće pojaviti ni na kakvim javnim ceremonijama iz straha da će joj se stanovništvo rugati zbog toga što je bila vrlo punašna i žena neobično blijedog izgleda.[80]
- 1675. godine, blizu Palače Contarini-Sceriman i obližnjeg mosta, Leonardo Loredan pronađen je mrtav u čamcu. Neobjašnjiva smrt bila je izvor mnogih glasina; neki su tvrdili da je slučajna smrt, neki da je ubojstvo od rodbine, a neki ubojstvo državnih inkvizitora.
- Unatoč nevjerojatnoj količini novca koju je dužd Francesco Loredan potrošio na proslave po usponu na vlast 1752. godine, jedan od soneta sastavljenih za tu prigodu požalio se na nezadovoljavajuće rezultate, rugajući se glazbi i tvrdeći da je "stroj" vatrometa imao pogrebne reference.[102]
- Zanimljivo je da su Loredani bili jedna od rijetkih obitelji u kojima je feudalno vlasništvo nad imanjem mogla naslijediti žena. Istarski feud obitelji Barban i Rakalj bio je jedini feudalni posjed u Istri u kojem se vlasništvo moglo prenijeti na žensku nasljednicu.[63] To pokazuje kako je obitelj uspjela zadržati vlasništvo nad svojim istarskim posjedima do 1869. godine, stoljeće nakon što je obiteljska grana Santo Stefano, koja ju je posjedovala, izumrla u muškoj liniji.

## Loredanski vinogradi

### Conte Loredan Gasparini
Nagrađivanu vinariju Conte Loredan Gasparini osnovao je 1950-ih grof Piero Loredan, potomak mletačkoga dužda Leonarda Loredana, koji je odabrao teritorij 'Vignigazzu' da osnuje svoj dom u raskošnoj paladijskoj vili - Villa Spineda Loredan.
Vinarija se nalazi u Venegazzù di Volpago del Montello, u regiji Veneto, u srcu Marce Trevigiane, područja poznatog po proizvodnji vina od 16. stoljeća.

### Barchessa Loredan
Vinarija Barchessa Loredan nalazi se u mjestu Selva del Montello, unutar paladijske barchesse iz 16. stoljeća. U vlasništvu je obitelji Loredan, koja je upravljala najnovijom renovacijom.
Izravno proizvodi i plasira svoja vina dobivena od D.O.C. Montello i D.O.C.G. Asolo. Farma se prostire na površini od 50 hektara vinograda u zaseocima Selva i Venegazzù, a njome upravlja grofica Nicoletta Loredan Moretti degli Adimari koja ju je osnovala 1960-ih. Barchessa, okružena vinogradima, jasno se vidi i s državne ceste Schiavonesca, (Montebelluna Conegliano) s kojom je povezana dugim drvoredom stoljetnih lješnjaka.
Barchessa Loredan veličanstven je primjer paladijske arhitekture. Plemićka rezidencija sagrađena je u 16. stoljeću; izvorno je bila dio golemog kompleksa koji je također obuhvaćao veliku vilu uništenu 1840.
Lijepa barchessa ostatak je izvornog kompleksa, s ulaznim vratima i dijelom okolnog zida. Zgrada se sastoji od devet lukova s volutama od kamena, a uokvireni su dorskim stupovima koji podupiru oblikovani entablatur koji se proteže cijelim prizemljem.
Iznad trijema uzdiže se prvi kat, s vrlo velikim potkrovljem, savršeno obnovljenim, u kojem su sačuvane najznačajnije uspomene obitelji Loredan.